# Natalie Tong Sze-Wing
Natalie Tong Sze-Wing 唐詩詠 (Hongkong, 3 mei 1981) (jiaxiang: Shanghai) werd geboren als Tong Si-Ying 唐思盈. Ze is een TVB-actrice en voormalig model.

## Filmografie
- Hearts Of Fencing (2003)
- Sunshine Heartbeat (2004)
- Placebo Cure (2004)
- Love Bond (2005)
- Just Love (2005)
- Food for Life (2005)
- Under the Canopy of Love (2006)
- Welcome to the House (2006)
- Forensic Heroes (2006)
- At Home with Love (2006)
- Life Art (2007)
- Heart of Greed (2007)
- The Green Grass of Home (2007)
- The Ultimate Crime Fighter (2007)
- The Building Blocks of Life (2007)
- The Seventh Day (serie) (2008)
- Bullet Brain (2013)

- Library of Congress Control Number: no2011140227
- Virtual International Authority File: 186940969
- WorldCat: E39PBJrGvVQ4qjgbdfBqTRGJXd